# Bạc má mặt vênh
Bạc má mặt vênh (danh pháp khoa học: Baeolophus wollweberi) là một loài chim trong họ Bạc má.
Loài chim này có màu xám trên lưng và phần dưới màu trắng với một khuôn mặt trắng với vằn đen, mào màu xám, cổ họng màu đen, mỏ chắc và ngắn.
Môi trường sống ưa thích của chúng là các khu vực núi có cây sồi hoặc bách xù hỗn hợp phía đông và đông nam Arizona - (cao nguyên Mogollon và dãy núi White Arizona), và cực tây nam New Mexico - (đảo bầu trời Madrean khu vực phía đông hoang mạc Sonora) Hoa Kỳ nam México. Chúng làm tổ trong hốc cây, hoặc là một hốc tự nhiên hoặc đôi khi một hốc tổ cũ của chim gõ kiến. Chúng lót tổ bằng các vật liệu mềm.
Chúng bắt mồi trên các cành cây, đôi khi trên mặt đất, thức ăn chủ yếu là côn trùng, đặc biệt là sâu bướm, nhưng cũng ăn hạt và quả mọng. Chúng lưu trữ thức ăn để ăn dần.